# 滋野文夫
滋野 文夫（しげの ふみお, 1949年7月4日 - ）は、群馬県前橋市出身の水泳選手。「国体男」として知られる。通算17回の出場は史上最多。

## 来歴
1949年7月4日、群馬県前橋市に生まれる。群馬県立前橋工業高等学校に入学し、高校総体や群馬県選手権で入賞する。法政大学入学後、水泳部の主将として、インターカレッジ3位の記録を残す。1965年の岐阜国体から1990年の福岡国体の間に、国体出場17回の記録を打ち立てる。2009年1月現在、前橋市水泳協会会長。2020年4月現在前橋市スポーツ協会会長。

## 記録
- 1965年 - 岐阜国体に初出場[1]
- 1967年 - 全日本選手権で100m自由形に出場。群馬県新記録（58秒5）を樹立。
- 1980年 - 栃木国体成年2部50m自由形に出場、優勝[1]。記録26秒16。
- 1983年 - 群馬国体成年2部50m自由形に出場、優勝[1]。
- 1984年 - 奈良国体成年2部50m自由形優勝[1]。
- 1990年 - 福岡国体成年2部50m自由形に出場し、大会記録（26秒12）で優勝[1]。国体出場17回の記録を打ち立てる。
- 2009年 - マスターズ25m・50m自由形の日本記録。同時に、滋野文夫を含む4人が200～239歳区分の200mメドレーリレーで1分52秒43の世界記録を達成した[3]。